# Robin Milner
Robin Milner, (Plymouth, 13 de enero de 1934 - Cambridge, 20 de marzo de 2010). Prominente científico británico en Informática.
Graduado en el King's College (Cambridge) en 1957, Milner ha sido profesor en City University, Londres, Swansea University, Universidad de Stanford, Universidad de Edimburgo y desde 1995 como jefe de laboratorio de Computación de Cambridge hasta su fallecimiento.
Generalmente se mencionan tres grandes contribuciones de Milner en computación:
- Desarrolló el sistema LCF que fue una de las primeras herramientas de demostración automática de teoremas
- Desarrollo del lenguaje ML, que era el meta lenguaje para escribir estrategias y tácticas en LCF. También fue el primer lenguaje en poseer un sistema polimórfico de tipos con inferencia automatizada y manejo de excepciones seguro desde el punto de vista de tipos.
- Desarrollo de un marco teórico para el análisis de sistemas concurrentes, el cálculo de sistemas comunicantes y su sucesor, el cálculo pi.

En 1988 fue nombrado miembro de la Royal Society y en 1991 recibió el Premio Turing de la ACM. Falleció el 20 de marzo de 2010 en Cambridge.